# گروس موهردورف
گروس موهردورف (به آلمانی: Groß Mohrdorf) یک شهر در آلمان است که در فرپومرن-روگن واقع شده‌است. گروس موهردورف  ۸۵۲ نفر جمعیت دارد.